# 稃背虫
稃背虫（学名：Paleanotus chrysolepis）为金扇虫科稃背虫属的动物。分布于北美太平洋沿岸从加利福尼亚到阿拉斯加、南非、澳大利亚，包括黄海、南海等海域。